# Marcia Strassman
Marcia Ann Strassman (Nova Iorque, 28 de abril de 1948 - Sherman Oaks, 24 de outubro de 2014) foi uma cantora e atriz norte-americana.
Ficou conhecida mundialmente por seus trabalhos em M*A*S*H e Honey, I Shrunk the Kids (também na sequência Honey, I Blew Up the Kid).
Também trabalhou em The Love Boat, Fantasy Island, The Rockford Files, Magnum, P.I., Touched by an Angel, ER, entre outras séries de televisão.

## Discografia
- The Flower Children / Out Of The Picture (1967)[4]
- The Groovy World Of Jack & Jill / The Flower Shop (1967)
- Self-Analysis / Star Gazer (1968)